# 楚宣
楚宣（1981年12月13日—），本名曾嘉琳，畢業於臺北商專（今臺北商業大學）附設高商進修學校資料處理科，因演過多部八點檔成為戲劇女神，而有台灣「宋慧喬」之稱。

## 經歷
楚宣的出道係無心插柳。學業完成後，因父親友人在經紀公司上班，在某次契機下，詢問楚宣有無興趣演戲，於是這樣誤打誤撞闖進了演藝圈，後並加入台視演員訓練班（本科班畢業）。除深具演出經驗，亦曾參與台北世貿中心婚紗走秀、網路e世代美少女、及電視台外景主持人等工作。

## 電視劇
| 年 份  | 頻 道      | 劇 名              | 角 色  |
| 2001年 | 民視       | 《金枝玉葉》       | 阿彩   |
| 2001年 | 民視       | 《親戚不計較》     | 蔡家芬 |
| 2001年 | 民視       | 《爸爸的私生女》   | 護士   |
| 2002年 | 民視       | 《世間路》         | 瓊華   |
| 2002年 | 台視       | 《四十有夢》       | 桂寧   |
| 2003年 | 三立都會台 | 《西街少年》       | 小可愛 |
| 2003年 | 三立都會台 | 《千金百分百》     | 小珍   |
| 2003年 | 中視       | 《呂洞賓》         | 玉秋   |
| 2003年 | 大愛電視台 | 《美麗的歌》       | 湯素珍 |
| 2003年 | 大愛電視台 | 《春暉》           |        |
| 2004年 | 三立台灣台 | 《台灣龍捲風》     | 王祖兒 |
| 2004年 | 台視       | 《野球風雲》       | 伊藤月 |
| 2005年 | 華視       | 《生命的太陽》     | 陳雪紅 |
| 2005年 | 三立台灣台 | 《金色摩天輪》     | 朱珊妮 |
| 2006年 | 台視       | 《神機妙算劉伯溫》 | 火牡丹 |
| 2006年 | 民視       | 《夫妻天註定》     | 黃麗萍 |
| 2006年 | 民視       | 《黑貓大旅社》     | 陳淑玲 |
| 2007年 | 中視       | 《豪門本色》       | 顏小曼 |
| 2007年 | 三立台灣台 | 《我一定要成功》   | 廖雅婷 |
| 2009年 | 廈門衛視   | 《幸福好滋味》     | 白莉莉 |
| 2009年 | 三立台灣台 | 《真情滿天下》     | 許可玲 |
| 2009年 | 央視       | 《又見阿郎》       | 白秀鳳 |
| 2010年 | 民視       | 《夜市人生》       | 李曉萱 |
| 2010年 | 上海电视台 | 《忘掉我是誰》     | 胡玉琴 |
| 2011年 | 民視       | 《父與子》         | 楊若水 |
| 2012年 | 民視       | 《風水世家》       | 林明惠 |
| 2014年 | 民視       | 《龍飛鳳舞》       | 陳家慧 |
| 2015年 | 民視       | 《廉政英雄》       | 謝儀萱 |
| 2016年 | 民視       | 《春花望露》       | 陳麗芬 |
| 2018年 | 民視       | 《大時代》         | 賀若蘭 |
| 2021年 | 民視       | 《日蝕遊戲》       | 林芝祺 |
| 2021年 | 民視       | 《黃金歲月》       | 林宜方 |
| 2022年 | 民視       | 《市井豪門》       | 吳湘美 |
| 2024年 | 民視       | 《好運來》         | 蕭麗芬 |

## MV
- 江宏恩－《真受傷》
- 王中平－《苦心》
- 王中平－《妳的傷是我的痛》

## 綜藝節目
- 民視 《美鳳有約》
- 民視 《豬哥會社》
- 2012年 民視 《天天有樂町》
- 民視 《民視第一發發發》
- 2015年 民視 《戲粉俱樂部》[3]

## 主持作品
- 《未來探險隊》
- 《神出鬼沒》（外景）

## 出版作品

### 書籍
| 年 份  | 書 名                         |
| 2006年 | 《我叫楚宣 韓系美人保養書》   |
| 2010年 | 《單車誌第50期》              |
| 2013年 | 《RichMan 7月號封面邀訪人物》 |

## 獎項紀錄
| 年 份  | 頒獎典禮           | 獎 項        | 作 品        | 角 色  | 結 果 |
| ------ | ------------------ | ------------ | ------------ | ------ | ----- |
| 2021年 | 第26屆亞洲電視大獎 | 最佳女主角獎 | 《日蝕遊戲》 | 林芝祺 | 提名  |

## 外部連結
- 楚宣Chu Xuan的Facebook專頁
- 楚宣的異想城堡的新浪微博
- 楚宣的Instagram帳戶
- 鳳凰藝能－楚宣 （页面存档备份，存于）
- 演藝大時代－楚宣 （页面存档备份，存于）
- 《多情城市》週三大結局！接檔大戲《黃金歲月》角色介紹！ （页面存档备份，存于）四季娛樂.2021-06-21